# Knalleberg
Knalleberg är en by i Femsjö socken, Hylte kommun.
Byn ligger nära sockengränsen mot Kronobergs län. Byn bestod vid laga skifte 1831–1832 av fyra gårdar. Av dessa flyttades två ut från bytomten medan två blev kvar på bytomten. De båda gårdarna på bytomten har huvudbyggnader som utgörs av smålandsstugor från början av 1800-talet. Den ena skall till och med ha delar bevarade ända sedan 1600-talet. Ekonomibyggnaderna vid gårdarna är huvudsakligen uppförda 1890–1930. Längre söderut ligger en av de utflyttade gårdarna med ett bostadshus uppfört 1870. Byn har av Länsstyrelsen i Hallands län har klassat byn som ett riksintresse för kulturmiljövården.